# 吳家象
吴家象（1891年11月13日—1981年11月14日），字仲贤，辽宁义县人，生于江西省南昌。中华民国及中华人民共和国政治人物。

## 生平

### 追随张学良
1891年11月13日，吴家象生于江西南昌。1909年，吴家象考入奉天中学堂，在校期间参加了抵制日货、请开国会等运动。1914年，吴家象考入北京大学预科，因成绩优异，受校长蔡元培赏识。1919年毕业后，赴国立沈阳高等师范学校任教。被誉为“东北才子”。
1922年，吴家象应奉天省省长王永江邀请，出任奉天省长公署第二科主任，参与筹建东北大学。同年7月，获聘为东北大学筹备委员会委员。1923年，任东北大学总务长兼教授。1927年10月，代行东北大学校长职务。1928年，张学良主持东北军政事务，此后吴家象历任总司令部秘书、长官公署机要处长、奉天省教育厅厅长等职。1931年3月，张学良到北平就任国民政府陆海空军副司令，吴家象升为东北政务委员会和长官公署秘书长，协助留守沈阳的张作相处理政务。
1931年九一八事变发生后，吴家象化装为欧洲来华调查人员的秘书，抵达北平，向张学良报告了九一八事变情况。不久，吴家象任北平绥靖公署秘书长兼北平政务委员会秘书长，后来改任国民政府军事委员会北平分会参议。1933年3月，张学良被迫下野，吴家象本拟辞职。后来，在张群、刘哲、莫德惠等人劝说下，吴家象于1933年6月至12月就任政务整理委员会政务处副主任。 1934年1月，张学良归国，吴家象赴上海迎接，并随张学良赴武昌。同年3月，吴家象被张学良任命为鄂豫皖剿匪总司令部秘书处长、代秘书长。1935年11月，吴家象调任西北剿匪总司令部秘书长。

### 西安事变
1936年12月初，蒋介石飞抵西安，逼张学良、杨虎城“剿共”。张学良、杨虎城力劝蒋介石停止内战，联共抗日，但未被蒋介石接受。1936年12月12日凌晨，张学良、杨虎城发动“兵谏”，扣留蒋介石，此即西安事变。为使中国各界了解西安事变真相，张学良责成吴家象拟写电文，通电全国，声明扣留蒋介石之目的。12月16日晚，吴家象在西安广播电台向全中国发表了广播演说称，“为了挽救国家民族之前途，我们反对蒋委员长自误误国的作法，反对消灭实力的残酷的内战，要全国一致团结起来共同抗击日本侵略者……”
西安事变后，应张学良、杨虎城邀请，中国共产党派周恩来到西安，协商解决西安事变。当时，成立了以周恩来、吴家象、南汉宸（杨虎城的秘书长）组成的联合办公厅，分别代表中国共产党、东北军、十七路军，协商解决西安事变善后事宜。在一次开会时，周恩来得知吴家象患病不能与会，便提议将会议临时安排在吴家象家召开，吴家象深为感动。吴家象为和平解决西安事变作出了贡献。
西安事变和平解决后，张学良遭蒋介石扣押。吴家象在家隐居。1938年3月，日军进攻潼关，吴家象乃与于学忠、何柱国等东北军将领携带家眷迁居成都。吴家象在成都每天读书写字、作诗、郊游。1938年10月，蒋介石在重庆召见吴家象，未提西安事变，只称抗日战争需要，请吴家象参加工作。吴家象不愿被蒋介石利用，当即提出“不进政府机关当首脑；不做地方官吏；不做幕僚”。蒋介石便安排吴家象出任立法院立法委员。1942年，吴家象出任立法院立法委员。
1946年4月，立法院迁返南京，吴家象借故未与立法院同行，从而自动辞去了立法院立法委员的职务。1947年冬，吴家象携带家眷迁居江西庐山牯岭镇。国民政府多次派人劝吴家象赴南京就职，但均被吴家象拒绝。

### 人民共和国
1949年9月，吴家象协助中国人民解放军做解放庐山的工作。中华人民共和国成立后，应周恩来之邀，吴家象离开庐山赴北京。1950年10 月，吴家象被任命为政务院参事。在一次会议上，毛泽东接见与会代表时，周恩来向毛泽东介绍吴家象说：“这是原东北军的秘书长吴家象先生”。毛泽东随即与吴家象握手。
1950年10月，吴家象加入中国国民党革命委员会（民革），任民革中央团结委员和中央委员。1955年4月，吴家象受中共中央指派，赴沈阳就任辽宁省司法厅厅长。 1958年11月，辽宁省司法厅裁撤，吴家象被任命为辽宁省民政厅厅长。文化大革命期间，吴家象被列入“东北帮”反革命集团，但吴家象拒绝承认自己的罪名，并且拒绝为迫害刘少奇出具假证。后来，吴家象被下放到辽宁省西丰县。粉碎“四人帮”后，吴家象获正式平反。
1955年起，吴家象历任辽宁省第四届人大代表、辽宁省政协委员、民革辽宁省委副主委、民革沈阳市委主委、沈阳市政协副主席等职。1976年，经吉林省省长栗又文帮助，吴家象自辽宁省调到吉林省工作，任吉林省政协副主席、民革吉林省委副主委。吴家象是全国政协第二、三、四、五届委员。
1981年11月14日，吴家象在长春病逝，享年91岁。